# دوري آيسلندا الممتاز 1995
دوري آيسلندا الممتاز 1995 (بالآيسلندية: Sjóvá-Almennra deild karla í knattspyrnu 1995) هو الموسم 84 من  دوري آيسلندا الممتاز. أقيم خلال الفترة 23 مايو 1995 وحتى 23 سبتمبر 1995، والذي يشرف على تنظيمه اتحاد آيسلندا لكرة القدم، وكان عدد الأندية المشاركة فيه  10، وفاز فيه ابروتاباندلاج أكرانيس.